# Fletxa Brabançona femenina
La Fletxa Brabançona femenina és una cursa ciclista femenina belga que es disputa anualment per les carreteres del Brabant Flamenc. Creada el 2016, durant les seves dues primeres edicions es va disputar sota el nom de Pajot Hills Classic i ja formava part del calendari de la Unió Ciclista Internacional. En l'edició del 2018 es va canviar el nom per alinear el criteri d'esdeveniments de l'UCI amb la cursa masculina.

## Palmarès
| Any  | Vencedor          | Segon             | Tercer            |
| ---- | ----------------- | ----------------- | ----------------- |
| 2016 | Marianne Vos      | Megan Guarnier    | Lotta Lepistö     |
| 2017 | Annette Edmondson | Barbara Guarischi | Ilaria Sanguineti |

| Any  | Vencedora            | Segona               | Tercera          |
| ---- | -------------------- | -------------------- | ---------------- |
| 2018 | Marta Bastianelli    | Leah Kirchmann       | Marianne Vos     |
| 2019 | Sofie De Vuyst       | Marta Cavalli        | Coryn Rivera     |
| 2020 | Grace Brown          | Liane Lippert        | Floortje Mackaij |
| 2021 | Ruth Winder          | Demi Vollering       | Elisa Balsamo    |
| 2022 | Demi Vollering       | Katarzyna Niewiadoma | Liane Lippert    |
| 2023 | Silvia Persico       | Demi Vollering       | Liane Lippert    |
| 2024 | Elisa Longo Borghini | Demi Vollering       | Alexandra Manly  |
| 2025 |                      |                      |                  |